# إلمو هوب
إلمو هوب (بالإنجليزية: Elmo Hope)‏ هو عازف بيانو وملحن أمريكي، ولد في 27 يونيو 1923 في نيويورك في الولايات المتحدة، وتوفي في 19 مايو 1967 بسبب قصور القلب.

## وصلات خارجية
- إلمو هوب على موقع ميوزك برينز (الإنجليزية)
- إلمو هوب على موقع أول ميوزيك (الإنجليزية)
- إلمو هوب على موقع ديسكوغز (الإنجليزية)